# Służba Młodych Obozu Zjednoczenia Narodowego
Służba Młodych Obozu Zjednoczenia Narodowego – organizacja młodzieżowa Obozu Zjednoczenia Narodowego (OZN).

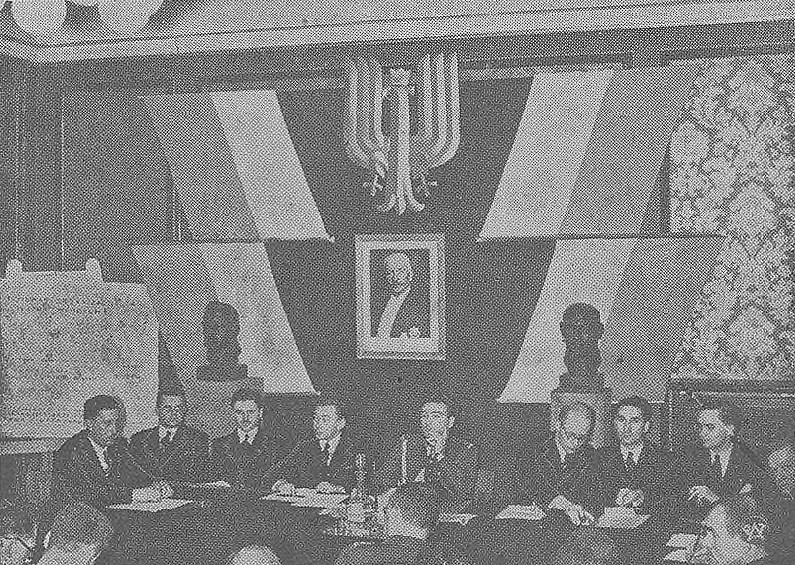
Zebranie organizacyjne Służby Młodych Obozu Zjednoczenia Narodowego (1938). W środku za stołem mjr Edmund Galinat

## Historia
Służba Młodych Obozu Zjednoczenia Narodowego powstała 2 lutego 1938. Inauguracja prac organizacji miałał miejsce w lokalu OZN w Warszawie. W uroczystym spotkaniu uczestniczyli: szef OZN gen. Stanisław Skwarczyński, komendant Legii Akademickiej płk dypl. Tadeusz Tomaszewski, płk Jan Jur-Gorzechowski, płk Władysław Filipkowski, posłowie Jan Hoppe i Zbigniew Madeyski. Jako kierownik SM występował mjr dypl. Edmund Galinat. Na spotkaniu doszło do ukonstytuowaniu się prezydium.
Celem powstania było „zjednoczenie polskiej młodzieży na podstawie konkretnej pracy, zmierzającej do narodowego wychowania młodych pokoleń i przygotowania ich w kierunku gospodarczo-zawodowym”. Organizacja „reprezentowała Obóz Zjednoczenia Narodowego na odcinku młodzieżowym”. W jej skład wchodziły organizacje ogólnopolskie i regionalne. Wśród nich były: Związek Młodej Polski, Organizacja Młodzieży Pracującej, Małopolski Związek Młodzieży Ludowej, Zjednoczenie Polskiej Młodzieży Pracującej „Orlę”, sekcja akademicka Ruchu Narodowo-Państwowego, Związek Młodzieży z Dalekiego Wschodu, Stowarzyszenie Polskich Publicystów Młodzieżowych czy Związek Inżynierii Wojskowej. Ze Służbą Młodych ściśle współpracował m.in. Związek Strzelecki.
Na czele organizacji stał mjr mgr Edmund Galinat. W strukturze organizacyjnej SM OZN podzielono na okręgi, na czele których stanęli kierownicy okręgowi. Służba podporządkowana została Komisji do Spraw Młodzieży OZN, przewodniczącym Prezydium SM z urzędu był Kierownik Oddziału Spraw Młodzieży OZN. SM oparta miała być na jednolitym światopoglądzie. Zakładano stopniową unifikację ozonowego ruchu młodzieżowego poprzez tzw. Pionierów OZN.
Służba Młodych OZN posiadała organy prasowe wydawane w zasięgu ogólnopolskim i regionalnym: tygodniki „Jutro Polski” i „Młoda Wieś” oraz miesięcznik „Młoda Polska”.
W 1938 w ramach organizacji przeszkolono ponad 3000 przedstawicieli młodzieży na kursach gospodarczo-zawodowych i stworzono dla nich warsztaty pracy. W tym samym roku na obozach letnich przeszkolono organizacyjnie około 2000 osób.
W 1938 wydano broszurę organizacji, zatytułowaną Wzmocnimy i obronimy Polskę.